# Adenophora contracta
Adenophora contracta är en klockväxtart som först beskrevs av Masao Kitagawa, och fick sitt nu gällande namn av J.Z.Qiu och Hong De-Yuan. Adenophora contracta ingår i släktet kragklockor, och familjen klockväxter. Inga underarter finns listade i Catalogue of Life.